# EX-STYLE ～Kiss You～
「EX-STYLE ～Kiss You～」為日本音樂團體EXILE（放浪兄弟）的第6張單曲。2002年11月13日於日本發行。Oricon最高排行第6、初動銷量3.8萬張、累計銷量9.3萬張

## 解說
- EXILE第一次收錄4首歌的單曲。
- 第1首是「Kiss you」的純音樂版。
- 「Distance」的管絃樂版收錄在第2張專輯「Styles Of Beyond」中。
- 常於第一章的現場演場會中演出。
- 本作全部歌曲都由加藤健所作詞。

## 收錄歌曲
1. Kiss you 〜Interlude〜[0:47]
  - 作詞：Kenn Kato / 作曲・編曲：原一博

「Kiss you」的純音樂版。
第2段的副歌以清唱構成。
2. Blade[4:03]
  - 作詞：Kenn Kato / 作曲：BOUNCEBACK / 編曲：BOUNCEBACK, 原田憲

專輯未收錄。
3. Kiss you[4:53]
  - 作詞：Kenn Kato / 作曲・編曲：原一博

NIVEA「スキンミルク」廣告歌。
4. across[4:37]
  - 作詞：Kenn Kato / 作曲・編曲：Face 2 fAKE

專輯未收錄。
5. Distance[4:45]
  - 作詞：Kenn Kato / 作曲：BOUNCEBACK / 編曲：h-wonder

管絃樂版於第2張專輯『Styles Of Beyond』中所收錄。